# Altbier

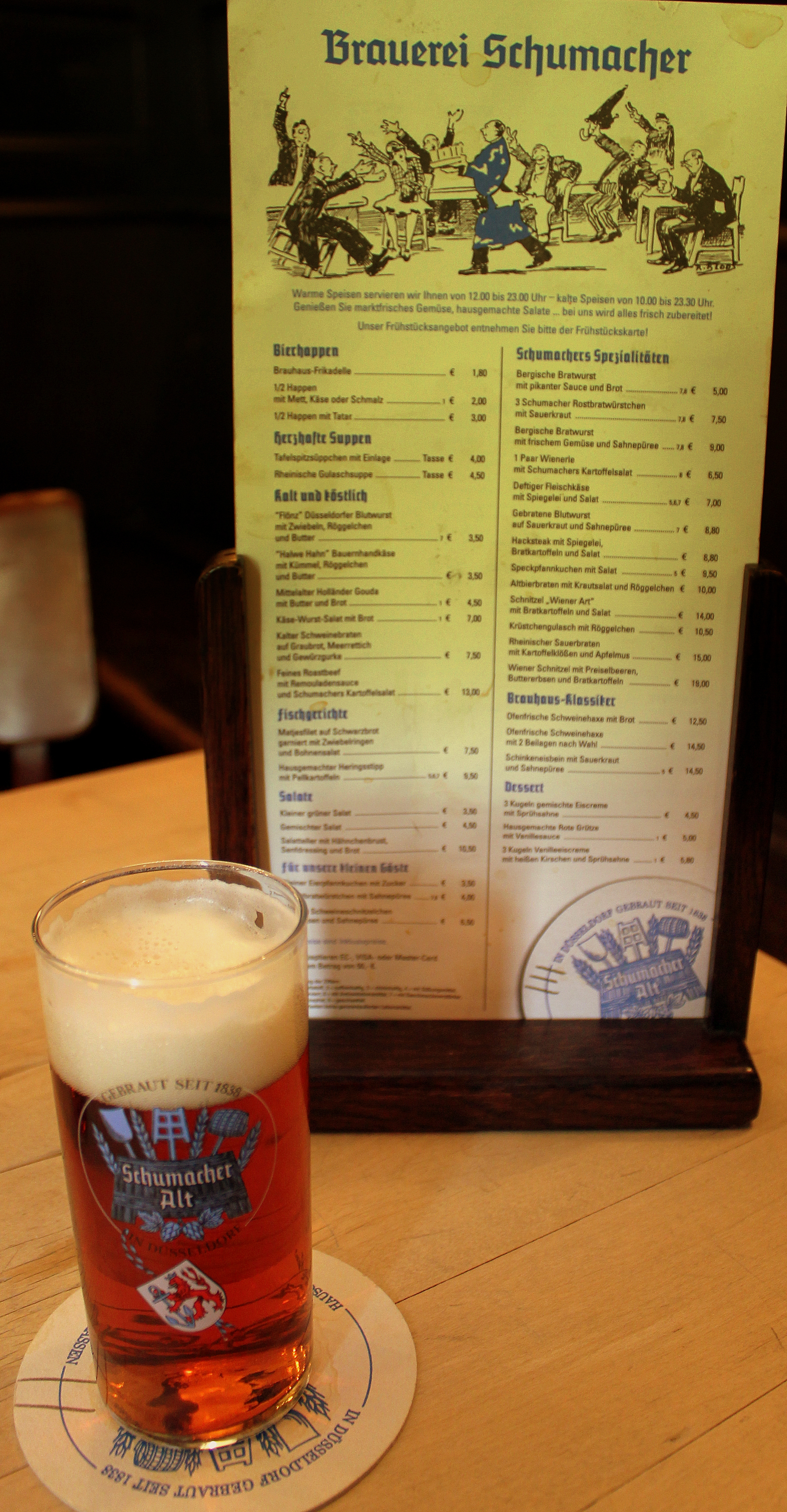
Schumacher Alt, dans le verre traditionnel à la brasserie Schumacher (Düsseldorf).

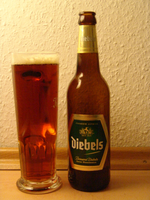
Diebels Alt, dans un verre non homologué

La Altbier est une bière de fermentation haute brassée essentiellement dans la région de Düsseldorf en Allemagne. Titrant entre 4,5 et 5 % d'alcool et de couleur cuivre à brun, elle se caractérise par un goût combinant l'amer et le sucré.
Contrairement à la Kölsch de Cologne elle n'est pas l'objet d'une appellation d'origine contrôlée et peut être brassée ailleurs qu'à Düsseldorf.

## Brassage
Son nom de Altbier renvoie à l'ancienneté de la méthode de brassage traditionnelle (alt signifiant « vieux » en allemand) : fermentation haute avec du malt « spécial » caramélisé, qui est responsable de la couleur cuivrée de la bière. La densité primitive de moût est de 11,5 à 12 %. Les ingrédients, conformément au Reinheitsgebot (Loi allemande sur la « pureté » de la bière), sont
- le malt d'orge ;
- un malt « spécial » (d'après l'étiquette) ;
- le houblon ;
- la levure ;
- l'eau.

La fermentation a lieu à une température de 15 à 22 degrés, comme pour les autres bières de fermentation haute, mais la maturation a lieu entre 0 et 8 degrés durant 3 à 8 semaines.

## Brasseries
La brasserie de Altbier la plus connue est Diebels et la plus ancienne, Brasserie Bolten.
Les principales Altbier sont :
- Bolten (Korschenbroich)
- Bolten Ur-Alt (Korschenbroich)
- Clarissen Alt (Dortmund)
- Creemore Springs Altbier (Ontario, Canada)
- Diebels Alt (Issum)
- Diebels Plato 13 (Issum, densité primitive de moût de 13 % et 6 % d'alcool)
- Düssel Alt (Düsseldorf)
- Eisenbahn (Blumenau, Brésil)
- Frankenheim Alt (Düsseldorf)
- Füchschen (Düsseldorf)
- Gatzweiler Alt (Düsseldorf)
- Hannen Alt (Mönchengladbach)
- Herzog Wilhelm Alt (Unna)
- Kutscher Alt (Francfort)
- Niederrhein Alt (Korschenbroich)
- Oettinger Alt (Gotha)
- Pinkus Alt Original (Münster)
- Rhenania Alt (Krefeld)
- Schlösser Alt (Düsseldorf)
- Schlüssel Alt (Düsseldorf)
- Schumacher Alt (Düsseldorf)
- Schwelmer Alt (Schwelm)
- Simple Malt, Altbier (Québec, Canada)
- Uerige (Düsseldorf)
- Urfels Alt (Duisbourg)
- Venloosch Alt (Venlo, Pays-Bas)
- Waldschloß Alt (Unna)

## Culture et folklore
À Düsseldorf, la Alt est traditionnellement servie dans des verres de 0,2 l (hauts d'environ 10 cm et d'un diamètre de 6,5 cm).
Pour la rivalité entre Alt et Kölsch, se reporter à la section Kölsch : culture et folklore.

## Voir également
- Sticke